# Grijskopstekelstaart
De grijskopstekelstaart (Cranioleuca semicinerea) is een zangvogel uit de familie der ovenvogels (Furnariidae).

## Kenmerken
De vogel is  16 centimeter lang. De grijskopstekelstaart is een rood grijze vogel met roze snavel. De bovendelen zijn grijs en de onderdelen lichtgrijs. De vleugels en de staart zijn rood. Verder wordt deze vogel gekenmerkt door een grijze kop en een lange gestekelde staart.

## Verspreiding en leefgebied
Deze vogel is endemisch in oostelijk Brazilië. De natuurlijke habitats zijn subtropische droge bossen op een hoogte tussen de 500 en 850 meter boven zeeniveau.

## Status
De grootte van de populatie is niet gekwantificeerd, maar trends in populatie-aantallen dalen in een traag tempo. Om deze redenen staat de grijskopstekelstaart als niet bedreigd op de Rode Lijst van de IUCN.